# En Kamp i Blinde
En Kamp i Blinde er en amerikansk stumfilm fra 1917 af Tod Browning.

## Medvirkende
- William Sherwood som Donald Duncan.
- Mabel Taliaferro som Jeanne / Jaques.
- Frank Bennett som François Leblanc.
- Charles Fang som Ching.
- Albert Tavernier som Henri Labordie.